# .mg
.mg је највиши Интернет домен државних кодова (ccTLD) за Мадагаскар.